# Jorge Eliécer Julio
Jorge Eliécer Julio Rocha est un boxeur colombien né le 4 avril 1969 à El Retén.

## Carrière
Sa carrière amateur est principalement marquée par une médaille de bronze remportée aux Jeux olympiques de Séoul en 1988 en poids coqs. Passé professionnel l'année suivante, il remporte le titre mondial des poids coqs WBA en 1992 et WBO et 1997.

### Jeux olympiques
- Médaille de bronze en -54 kg aux Jeux de 1988 à Séoul